# Højst Sogn
Højst Sogn er et sogn i Tønder Provsti (Ribe Stift).
Højst Sogn hørte til Slogs Herred i Tønder Amt. Højst sognekommune blev ved kommunalreformen i 1970 indlemmet i Løgumkloster Kommune, der ved strukturreformen i 2007 indgik i Tønder Kommune.
I Højst Sogn ligger Højst Kirke.
I sognet findes følgende autoriserede stednavne:
- Adelvad (bebyggelse)
- Alslev (bebyggelse, ejerlav)
- Alslev Kro (bebyggelse)
- Alslev over Åen (bebyggelse, ejerlav)
- Alslev Vrå (bebyggelse)
- Bøgvad (bebyggelse, ejerlav)
- Ellehus (bebyggelse)
- Ellehus Østermark (bebyggelse)
- Holme (bebyggelse, ejerlav)
- Lille Vester Højst (bebyggelse)
- Lundsgårde (bebyggelse)
- På Sandet (bebyggelse)
- Søvang (bebyggelse, ejerlav)
- Træholm (bebyggelse)
- Vester Højst (bebyggelse, ejerlav)
- Vester Højst Mark (bebyggelse)
- Øster Højst (bebyggelse, ejerlav)

## Afstemningsresultat
Folkeafstemningen ved Genforeningen i 1920 gav i Højst Sogn 282 stemmer for Danmark, 203 for Tyskland. Af vælgerne var 45 tilrejst fra Danmark, 38 fra Tyskland.